# Open Doors
Open Doors (česky Otevřené dveře) je mezinárodní nevládní křesťanská organizace, pomáhající pronásledovaným křesťanům po celém světě.

## Historie
Organizaci Open Doors založil roku 1955 nizozemský misionář Anne van der Bijl. V období studené války se prostřednictvím organizace věnoval hlavně pašování Biblí do zemí východního bloku. 

## Činnost
Každoročně také vychází zpráva o persekuci křesťanů, ovšem i o náboženské situaci tam, kde se spolu sváří různé křesťanské skupiny. Organizace vytváří i tzv. Světový index pronásledování (World Watch List).